# Nicole Richie

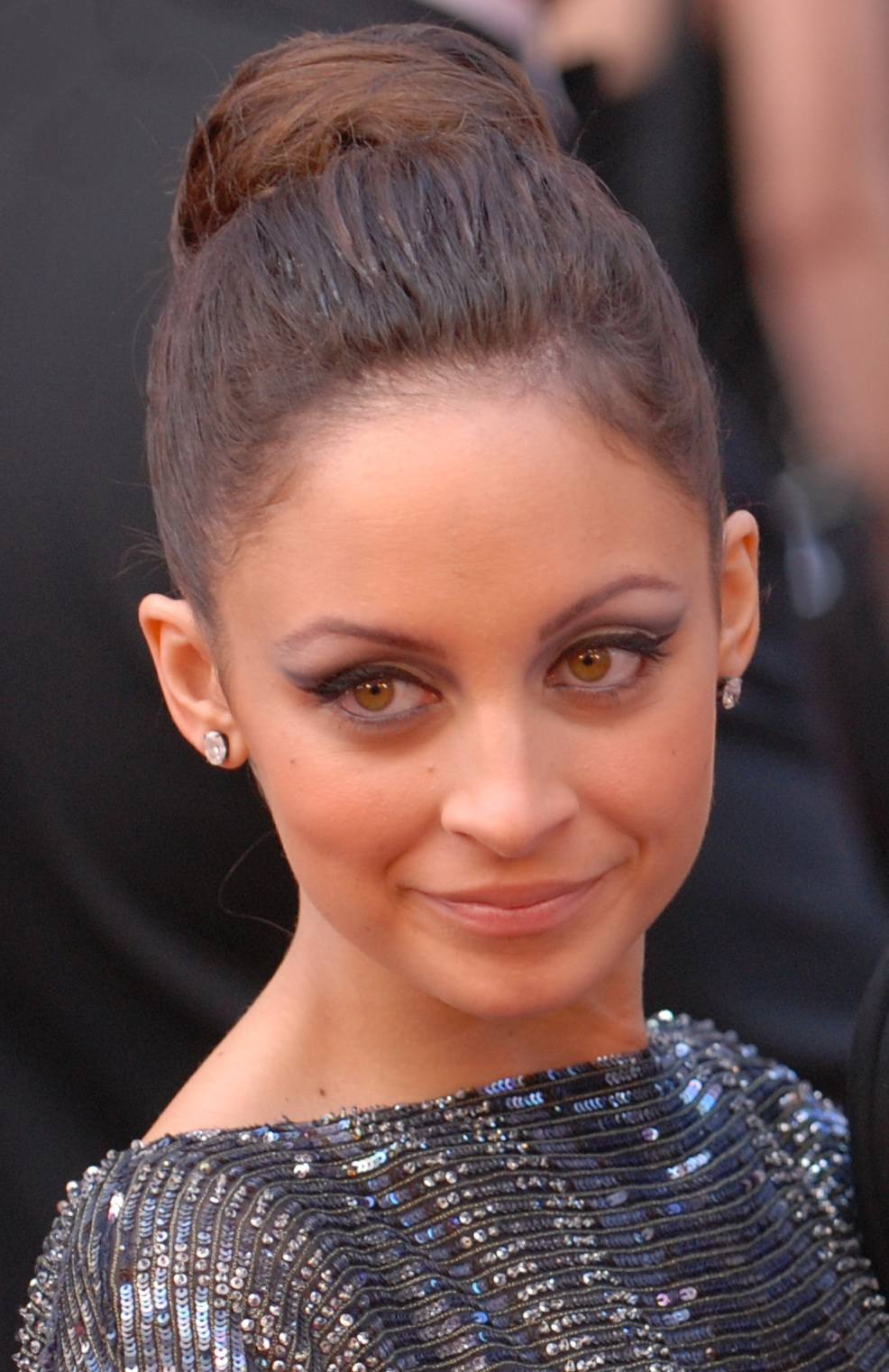
Nicole Richie v roce 2010

Nicole Richie, rodným jménem Nicole Camille Escovedo (* 21. září 1981 v Berkeley, Kalifornie, USA) je americká zpěvačka a herečka. Adoptivní dcera zpěváka a skladatele Lionela Richieho.

## Soukromý život
Ještě jako dítě se naučila hrát na violoncello, kytaru, housle a klavír. V roce 1985 nastoupila do prestižní školy The Buckley, kde se setkala s celebritami jako Paris Hilton, která je nyní její nejlepší kamarádkou.
Jejími kmotry jsou Michael Jackson a Quincy Jones.
V roce 2003 byla zatčena za držení drog (heroin) a za jízdu motorovým vozidlem s prošlým řidičským průkazem.
11. ledna 2008 v losangeleské Cedars-Sinai porodnici přivedla na svět dceru Harlow Winter Kate Richie Madden, jejíž fotky byly v únoru 2008 prodány časopisu People za 1 milion dolarů. Její druhý syn Sparrow James Midnight Madden se narodil 9. září 2009. Otcem obou dětí je Joel Madden, člen kapely Good Charlotte, s nímž se Nicole zasnoubila v únoru roku 2010 a 11. prosince 2011 se vzali.